# Céline Ferer
Pas d'image ? Cliquez ici

a Compétitions nationales et continentales officielles uniquement.

b Matchs officiels uniquement.
Dernière mise à jour le 12 février 2024.
Céline Ferer, née le 21 juin 1991 à Bayonne, est une joueuse internationale française de rugby à XV occupant le poste de deuxième ligne , en club avec le Stade toulousain et en équipe de France féminine de rugby à XV.

## Biographie
Elle honore sa première cape internationale en équipe de France le 6 février 2015 contre l'Écosse lors du Tournoi des Six Nations 2015. En 2017, elle est retenue dans le groupe pour disputer la coupe du monde féminine de rugby à XV 2017 en Irlande. Le 20 aout 2017, elle est remplacée par Coumba Diallo à la suite d'une blessure au bras lors des matchs de poules,.
En 2018, elle participe au grand chelem de l'équipe de France dans le Tournoi des Six Nations.
En novembre 2018, elle fait partie des 24 premières joueuses françaises de rugby à XV qui signent un contrat fédéral à mi-temps. Son contrat est prolongé pour la saison 2019-2020.
En 2019, après neuf saisons à l'AS Bayonne, elle quitte le club et rejoint le Stade toulousain.
Le 15 mai 2022, elle annonce qu'elle prendra sa retraite sportive à l'issue de la saison 2022. Elle termine sa carrière sur un titre de championne de France, après la finale 2022 remportée face à Blagnac
En septembre 2022, elle est sélectionnée par Thomas Darracq pour disputer la Coupe du monde de rugby à XV en Nouvelle-Zélande.
Le 27 mars 2023, elle intègre le stade toulousain en tant que coach avec Laure Sansus.

## Palmarès

### En club
- Vainqueur du Championnat de France en 2022.